# باب الجابية

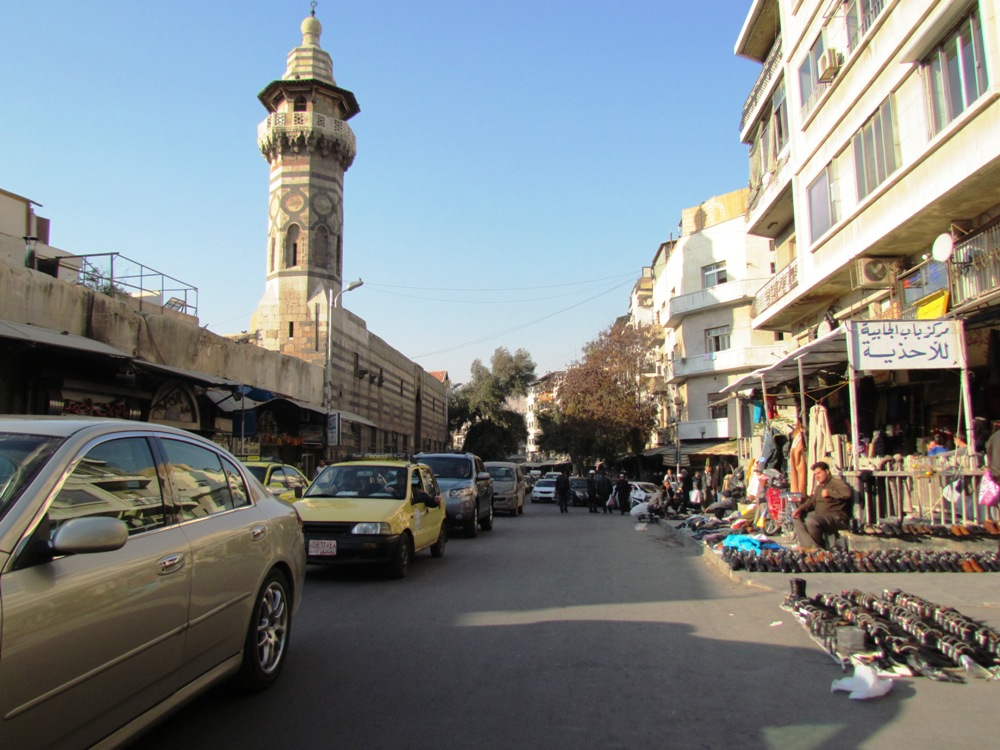
جامع السنانية

باب الجابية من أبواب دمشق الرومانية في الطرف الغربي للمدينة، وهو مكرّس لكوكب المشتري الذي يمثّل الإله (جوپيتر) ، وكانت له ثلاث بوابات، الوسطى كبيرة، وعلى طرفيها بوابتان أصغر، ومن هذا الباب دخل أبو عبيدة بن الجرّاح صلحا عند فتح دمشق سنة 14 ه‍. وقد جدّد أيام نور الدين الشهيد وعمل له باشورة سنة 560 ه‍ ، ثم أيام الملك الناصر داوود الأيوبي. واليوم لم يبق من الأبواب الثلاثة سوى الباب الجنوبي الصغير. أمّا حول اسمه فقد نسبه المؤرّخون العرب إلى قرية الجابية في إقليم الجيدور الغربي بحوران لأن الخارج إليها يخرج منه، وهذا وهم فالاسم محرّف بالتواتر عن اسم جوپيتر الإله الروماني.

## الموقع
ويقع غرب سور دمشق عند نهاية السوق الطويل وسوق مدحت باشا مواجها باب شرقي في الطرف الثاني البعيد من الشارع. وكان يتألف من ثلاث فتحات، في الوسط بوابة كبيرة وعلى جانبيها بوابتان أصغر حجم.
ويذكر كتاب تاريخ الخلفاء للسيوطي أن قبر معاوية بن أبي سفيان عند هذا الباب.